# 弱刺棘花鱸
弱刺棘花鮨，又稱弱刺棘花鱸，為輻鰭魚綱鱸形目鱸亞目鮨科的其中一種，分布於印度西太平洋區，包括聖誕島、菲律賓、印尼海域，棲息深度14-65公尺，體長可達4.5公分，棲息在沿海礁坡，為底棲性魚類，屬肉食性，生活習性不明。

## 擴展閱讀
維基物種上的相關：弱刺棘花鮨